# NEMA
NEMA (от нем. Neue maschine; также T-D от Tasten-Druecker-Maschine) — 10-колёсная роторная шифроальная машина, разработанная швейцарской армией во время Второй мировой войны в качестве замены «Энигмы», после того, как была получена информация о её взломе.
Разработка велась с 1941 года профессором математики в Бернском университете капитаном Артуром Ольдером, в коллектив разработчиков входили профессора Гуго Хадвигер и Генрих Эмиль Вебер. Весной 1944 года был готов первый прототип. После ряда модификаций в марте 1945 года конструкция была утверждена и в следующем месяце компания Zellweger AG начала производство 640 машин. Первый экземпляр поступил на вооружение в 1947 году. Рассекречена 9 июля 1992 года; 4 мая 1994 года машины были выставлены на продажу.

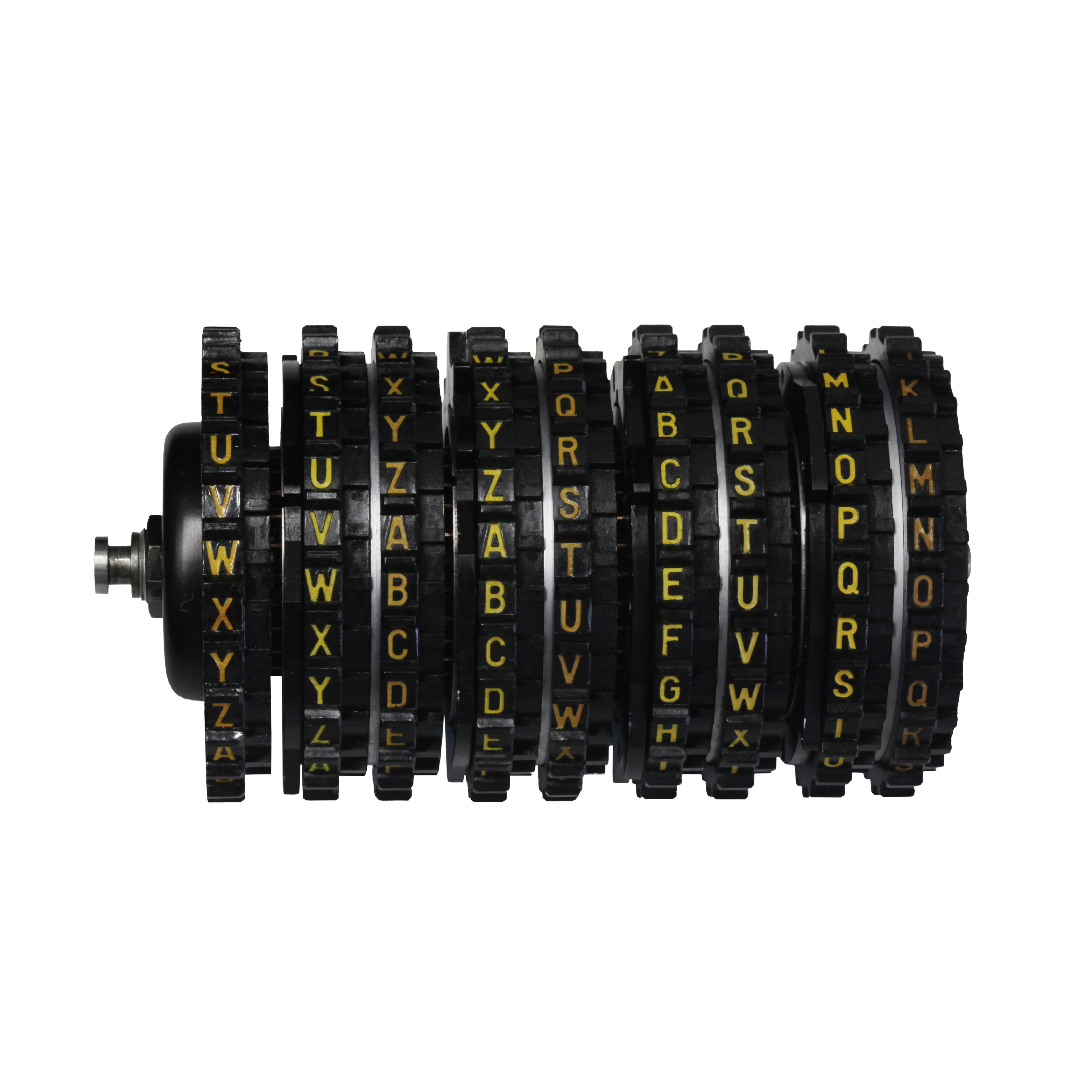
Четыре пары роторов и отражатель.

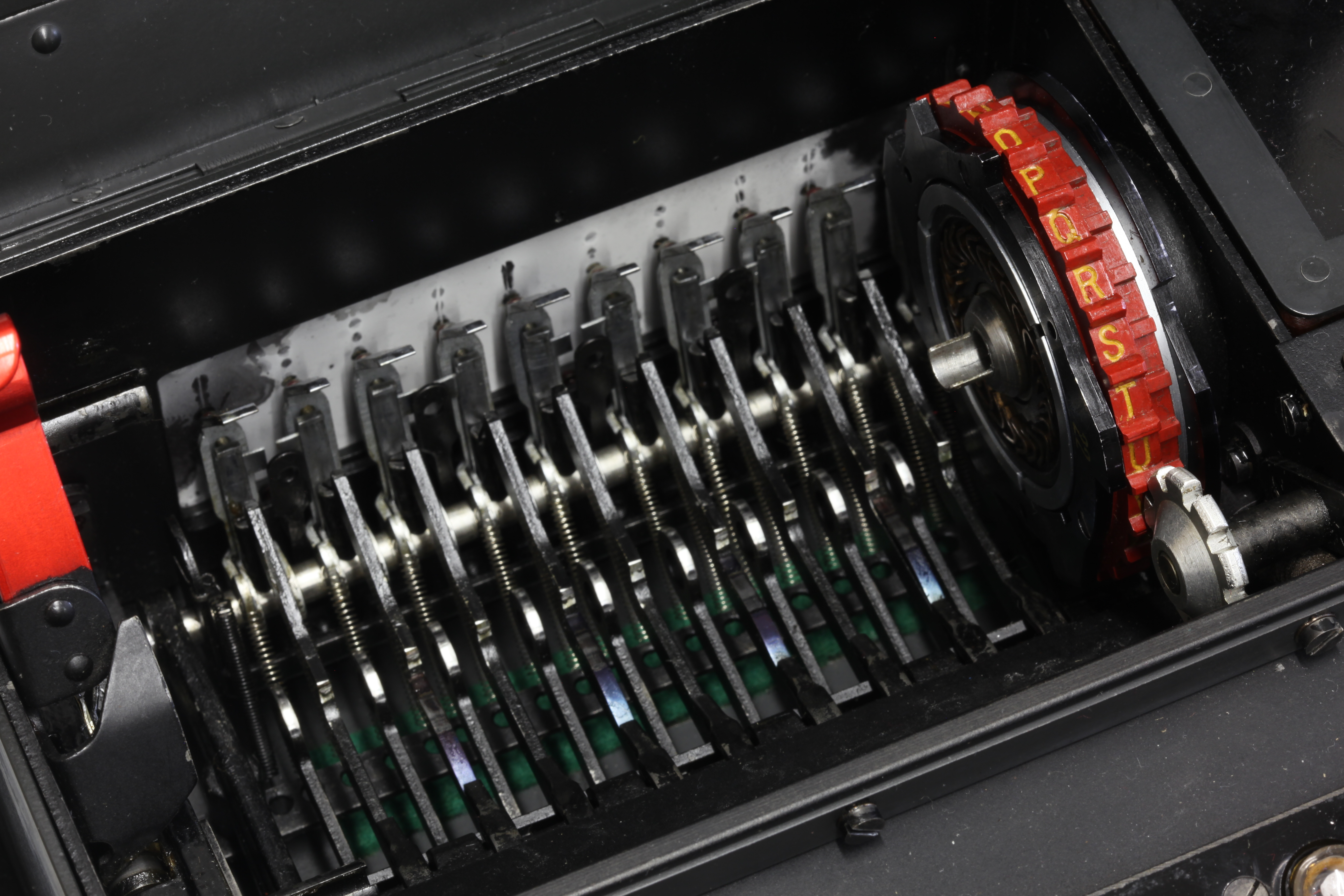
Сцепление ротора с кулачками и первым ротором.

Четыре из десяти колёс машины — электрические роторы с 26 контактами на каждом конце, которые подключаются по схеме, уникальной для каждого типа ротора; одно — рефлектор (как в «Энигме») с одним набором из 26 попарно соединённых контактов; остальные пять — приводные колёса с механическими кулачками, которые управляют шагами роторов и отражателя. Колеса собраны на оси попарно и состоят из ведущего колеса и электрического ротора. Вес — около 10 кг, размеры — 36×32×14 см.

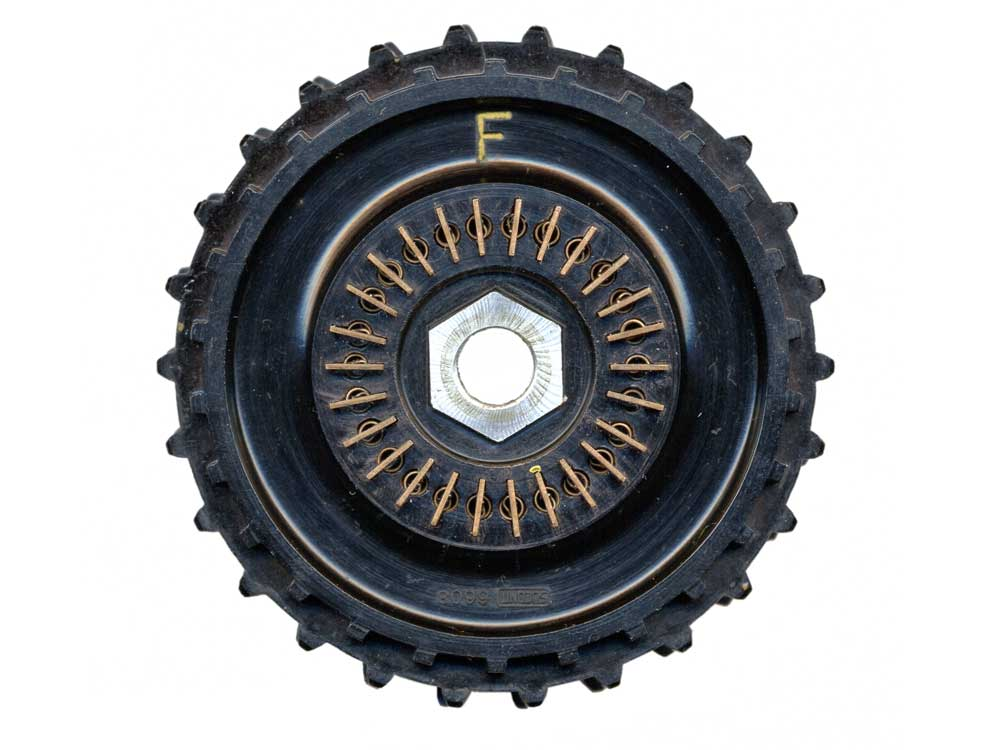
Вид сверху на пару роторов NEMA. Электрический ротор «F».
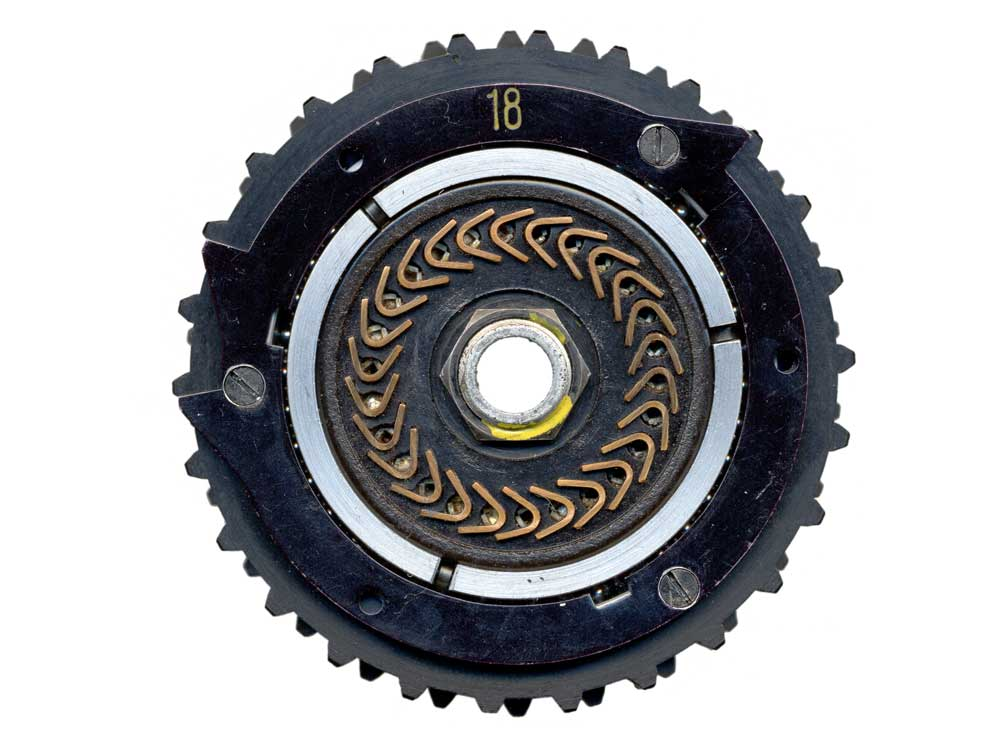
Вид снизу на пару роторов NEMA. Приводной ротор «18» с тремя кулачками шагового управления.
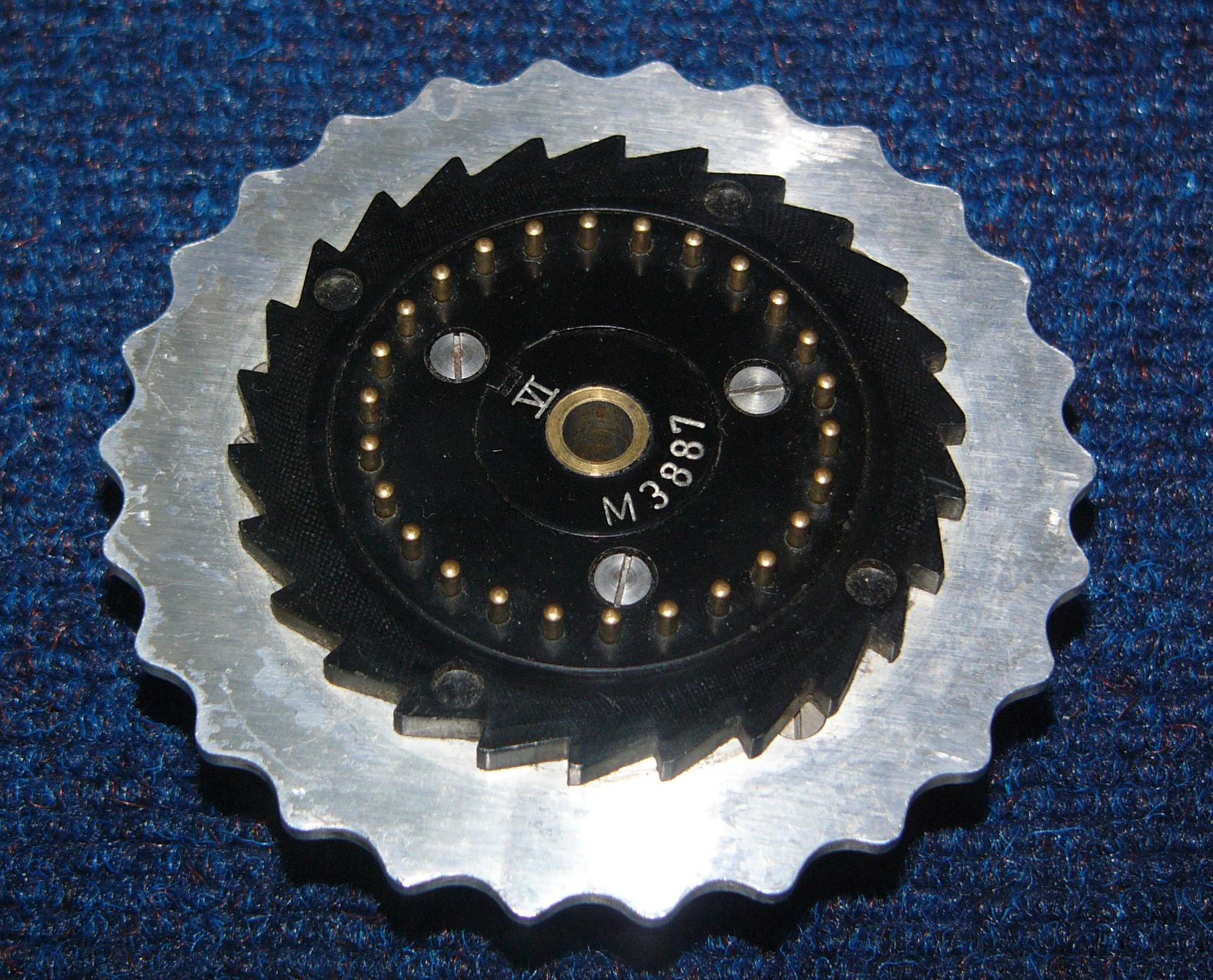
Ротор «Энигма».
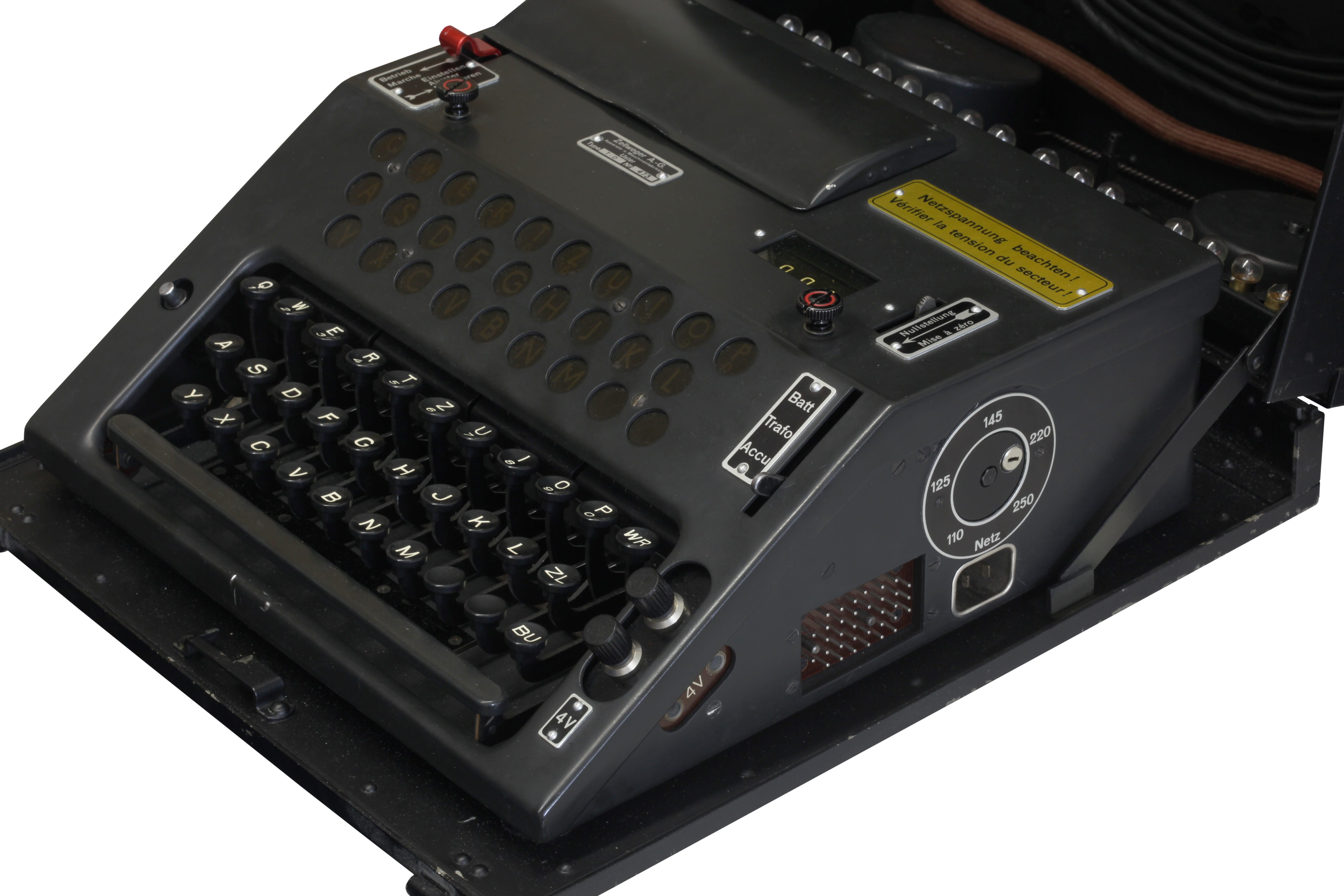
Вид на правую сторону машины с отверстием для съёмной дополнительной панели с лампочками.